# Kikxxlarena
Die Kikxxlarena war eine Sportarena in Osnabrück-Hellern, die nach der KiKxxl GmbH aus Osnabrück benannt war.
Sie diente den GiroLive-Ballers Osnabrück in der Saison 2010/11 bis zu deren Insolvenz als Heimspielstätte. 
Da die bis zur Saison 2009/2010 von den GiroLive-Ballers genutzte städtische Schlosswallhalle baulich nicht den Anforderungen der Pro A entsprach und auch wenig Parkplätze und keine guten Vermarktungsmöglichkeiten bot, mussten die Verantwortlichen der Ballers eine neue Lösung finden. Ohne finanzielle Unterstützung der Stadt Osnabrück konnte eine Betreibergesellschaft gegründet werden, die Event- und Sportarena OS GmbH. An der Averdiekstraße im Osnabrücker Stadtteil Hellern konnte dann in kürzester Zeit aus einer Lagerhalle eines Getränkegroßhandels eine Basketballhalle mit Trainings- und Spielmöglichkeiten, einem VIP-Bereich, VIP-Logen, einer Gastro- und Fanmeile sowie der Geschäftsstelle mit Ticket- und Fan-Shop entstehen. Die gesamte Infrastruktur für den Verein inkl. Parkmöglichkeiten und Anfahrt konnte auf diese Weise verbessert werden. Auch durch die Möglichkeit, Parkett, Licht und Heizung von Phoenix Hagen kostengünstig zu erwerben, konnten die Kosten dabei im Rahmen gehalten werden.
Ein Ausbau der Kapazität auf die in der BBL notwendigen 3.000 Zuschauer wurde in den Planungen bereits berücksichtigt.
Im Zuge der Insolvenz der GiroLive-Ballers Osnabrück im Frühjahr 2011 wurde auch wenig später gegen die Event- und Sportarena OS GmbH ein Insolvenzverfahren eröffnet. Im Laufe dieses Verfahrens wurden die Tribünen und das Parkett verkauft, die Halle selbst wird seitdem wieder durch Gewerbe genutzt.

## Daten und Fakten
- Fassungsvermögen gesamt: 2.128
- Sitzplätze (Schalensitze mit Rückenlehne): 1.060
- Stehplätze (Tribüne): 500
- Stehplätze (Ecken): 369
- V.I.P.-Plätze: 133
- Logen (3 × 12 Plätze, 3 × 10 Plätze): 66
- Fläche gesamt: ca. 3.000 m²